# Simonetta Di Pippo

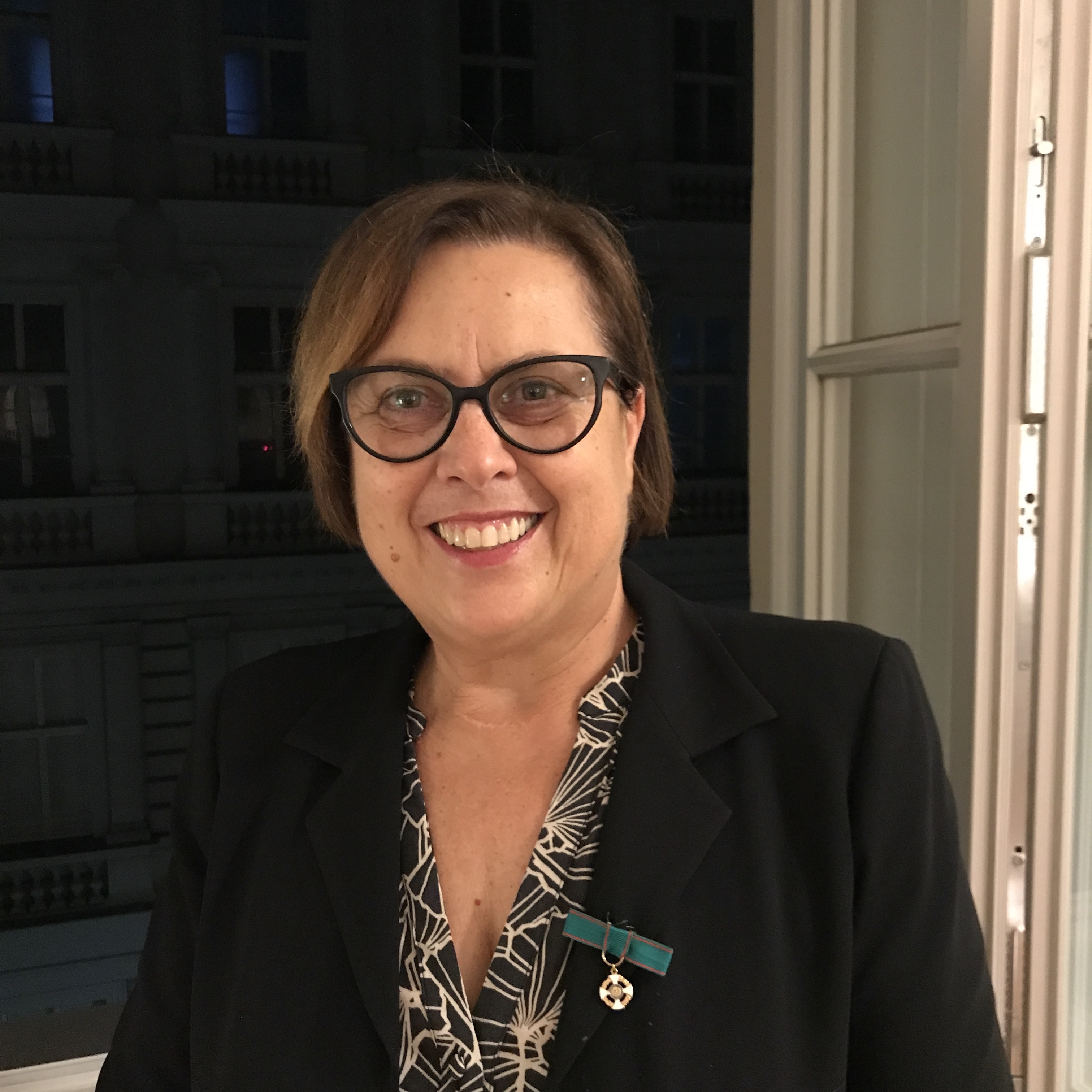
Simonetta di Pippo in occasione della consegna dell'onorificenza di Commendatrice della Repubblica italiana (Vienna, 5 ottobre 2022)

Simonetta Di Pippo (Roma, 30 giugno 1959) è un'astrofisica italiana già Direttrice dell'Ufficio delle Nazioni Unite per gli affari dello spazio extra-atmosferico (UNOOSA) con sede a Vienna.

## Biografia
Laureata in Fisica, indirizzo Astrofisica e Fisica Spaziale, presso l'Università di Roma "La Sapienza", nel 1986 viene assunta dal Piano Spaziale Nazionale divenuto nel 1988 Agenzia Spaziale Italiana (ASI).
Le sue responsabilità comprendevano dall'osservazione della Terra ad aree di programma come automazione e robotica, dalle scienze applicate al volo umano spaziale.
Nella sua carriera, ha seguito numerosi programmi internazionali: dal 1989 delegata italiana presso l'Agenzia Spaziale Europea (ESA) per la Stazione spaziale internazionale; esperta europea per la NASA del programma internazionale di esplorazione di Marte; ha collaborato alla predisposizione del programma Aurora dell'ESA per l'esplorazione robotica e umana del sistema solare. Nel 2001 è stata nominata responsabile per l'ASI del coordinamento della missione Marco Polo e da ottobre 2002 a maggio 2008 ha assunto la responsabilità del settore Osservazione dell'Universo sempre presso l'Agenzia Spaziale Italiana.
Dal luglio 2005 fino all'aprile 2008 è stata Presidente del Comitato di Programma dell'ESA per il volo umano, la microgravità e l'esplorazione, mentre nel 2007 diviene il referente per la missione dell'astronauta italiano Paolo Nespoli a bordo del volo Shuttle STS-120.
Direttrice del Volo Umano presso ESA Agenzia Spaziale Europea dal maggio 2008 al marzo 2011, quando diviene Consigliera Speciale del Direttore Generale dell'ESA, ruolo che ricoprirà sino al maggio 2012.
In qualità di Direttrice in ESA le sue responsabilità variavano dalla produzione dell'Automated Transfer Vehicle (ATV) alla gestione del corpo degli Astronauti europei, dai programmi di ricerca e di scienza in microgravità alla preparazione di programmi futuri di esplorazione umana del Sistema Solare e dello sviluppo di un nuovo sistema di trasporto spaziale europeo. Di Pippo è stata inoltre tra le principali fautrici dello sviluppo di una Strategia Globale per l'esplorazione (Global Exploration Strategy – GES) che ha oggi il supporto di 14 agenzie spaziali nazionali di tutto il mondo. 
Rimane in ambito europeo fino al marzo 2014 ricoprendo l'incarico di responsabile dell'Osservatorio per la politica spaziale europea dell'Agenzia Spaziale Italiana. 
Nel 2009 per promuovere la leadership femminile nel settore dell'aerospazio co-fonda l'associazione Women in Aerospace – Europe, di cui è stata presidente fino al giugno 2016 per poi assumere la carica di presidente onoraria. Da aprile del 2013 fa parte del Global Board Ready Women, l'elenco di potenziali top manager compilato dalle Business School europee nell'ambito dell'iniziativa Women On Boards Initiative.
Eletta Accademica dell'International Academy of Astronautics a luglio 2013, conduce dal luglio 2012 per conto dell'Accademia lo studio "Public/Private Human Access to Space", con il compito di analizzare su scala globale la possibilità di sviluppo del mercato dei voli umani commerciali.
Dal 23 marzo 2014 al 22 marzo 2022 è stata Direttrice dell'Ufficio per gli Affari dello Spazio Extra-Atmosferico delle Nazioni Unite (UNOOSA), con sede a Vienna
Nel 2015 Di Pippo viene nominata membro del Board of Trustees, ovvero l'organo esecutivo e decisionale della IAA e della giuria dell'Hubert Curies award promosso da Eurodisy che riconoscerà questa onorificenza a coloro che hanno attuato la diffusione dei benefici derivanti dalle tecnologie spaziali all'intera società.
Nel 2006 le fu conferito dal Presidente della Repubblica Italiana Carlo Azeglio Ciampi il titolo di “Cavaliere Ufficiale al Merito” per l'impegno dimostrato nello sviluppo di ricerche scientifiche, tecnologie e applicazioni spaziali.

## Premi
- Premio Internazionale ‘'Sebetia-Ter'’ – Targa d'Argento del Presidente della Repubblica (Premio: “Professore Ingegnere Luigi Napolitano”) per il contributo dato al settore spaziale (2010)[6];
- Assegnato all'asteroide 21887 il nome ‘'Dipippo'’ dall'Unione Astronomica Internazionale (International Astronomical Union) come riconoscimento al suo impegno nell'ambito dell'esplorazione spaziale (2008)[7]
- Premio G.B. Lacchini, conferito dalla UAI (Unione Astrofili Italiani) a scienziati e scienziate di prim'ordine che si siano distinte anche nella disseminazione della cultura astronomica (2012)[8];
- Premio alla Cooperazione Internazionale conferito dall'American Institute of Aeronautics and Astronautics (AIAA) a coloro che contribuiscono in maniera significativa alla promozione della cooperazione internazionale nelle attività spaziali (2016)[9];
- Women in Aerospace Leadership Award in riconoscimento del ruolo svolto come grande ispiratore dell'esplorazione spaziale, manager con grandi capacità per progetti spaziali complessi, e leader per le giovani donne nel settore aerospaziale (2012)[10];
- Premio ‘'’Donna XIII'’ conferito dal XIII Municipio del comune di Roma (2005);
- Titolo di ‘'Space Visionary'’ conferito dalla International Society of Space Visionaries (2007);
- Premio Speciale ‘'Spazio alla salute'’ nel contesto del Premio Internazionale “Le Tecnovisionarie” 2010[11];
- Premio Internazionale ‘'San Valentino d'Oro'’ come riconoscimento a "l'impegno, serietà e amore per la propria attività" (2011)[12];
- Premio Internazionale ‘'Profilo Donna'’, XXII Edizione (Novembre 2011)[13];

- Numerosi Team Achievement Awards dell'ESA e della NASA ottenuti durante la sua carriera.

Il 10 maggio 2013 la St' John University con sede italiana a Vinovo (TO) le ha conferito la Laurea Honoris Causa in Environmental Studies.

## Divulgazione
Simonetta Di Pippo è autrice del libro ‘'Astronauti'’ ed ha collaborato alla stesura del capitolo dedicato alla planetologia dell'Enciclopedia Treccani. È inoltre autrice di numerose pubblicazioni scientifiche (circa 60) e anche di molti rapporti tecnici, proposte scientifiche e accordi di collaborazione internazionale (circa 50). Ha pubblicato articoli su quotidiani e riviste, nazionali ed internazionali e numerose sono le attività di insegnamento presso lo Space Policy Institute della George Washington University (dove ricopre il ruolo di visiting faculty) e la Libera Università Internazionale degli Studi Sociali (LUISS) di Roma. Presenza continuata in TV e trasmissioni radiofoniche (sono oltre 700 i pezzi raccolti a lei dedicati via radio, tv e su carta stampata). Partecipa spesso come membro di comitato scientifico a congressi, conferenze e workshops, principalmente internazionali. Collabora da anni a vari festival Internazionali della Scienza (Genova, Roma, Perugia, Bergamo).
Nel 2006 e nel 2008, ha fatto parte della giuria del Premio BepiColombo. Ha supportato per diversi anni come membro del comitato d'onore la regata ‘HandyCup’, manifestazione di vela solidale organizzata sotto l'Alto Patronato del Presidente della Repubblica. È stata membro della giuria della finale nazionale del concorso di divulgazione scientifica Famelab. La sua biografia è stata inserita nel libro "Merito al femminile - Talenti di donne tra lavoro e vita privata", realizzato a Giugno 2010 e promosso dal Ministero del Lavoro, Salute e Politiche Sociali – Ufficio della consigliera nazionale di Parità, dal Ministero per le Pari Opportunità e dall'Unione degli industriali (Uir) e delle imprese di Roma, Comitato strategico Uir femminile plurale.
Ospite tra gli intervenuti a TEDxBologna II, è attualmente membro del Comitato Scientifico. Cura un blog su LaStampa.it all'interno della rubrica on line TuttoGreen chiamato SpazioGreen.

## Opere
- Astronauti, Mursia, 2002, ISBN 978-88-425-3005-3
- Dai ghiacci della Terra ai ghiacci dell'Universo, Di Martino, Di Pippo et al., Erga Edizioni, 2007, ISBN 978-88-8163-522-1
- European Operational Initiative on NEO Hazard Monitoring, S. Di Pippo, E. Perozzi, in Handbook of Cosmic Hazards and Planetary Defense, Springer, 2015, ISBN 978-3-319-03951-0
- YES WE_STEM, a cura di L. d'Ambrosio Marri, F. Marzano e E. Pietrafesa, introduzione di S. Di Pippo, versione e-book.